# Château de La Vérie
O Château de La Vérie, é um castelo situado em Challans, Vendée, na França. Foi construído no século XVII. Foi listado como um monumento histórico oficial desde 1964.